# 大崎市立志田小学校
大崎市立志田小学校（おおさきしりつ しだしょうがっこう）は、宮城県大崎市にあった公立小学校。

## 学校教育目標
共に学び 高め合い 夢に向かって未来を拓く 児童の育成

## 沿革
- 1873年（明治6年）6月 - 飯川小学校創立第七大学区第二中学区二番飯川小学校として開校
- 1887年（明治20年）4月 - 志田郡第一学区飯川尋常小学校に改称
- 1902年（明治35年）7月 - 志田尋常高等小学校に改称
- 1915年（大正4年）3月 - 志田尋常小学校に改称
- 1926年（大正11年）4月 - 志田尋常高等小学校に改称
- 1928年（昭和3年）6月 - 講堂建築
- 1938年（昭和13年）8月 - 校舎増築
- 1941年（昭和16年）4月 - 志田国民学校に改称
- 1947年（昭和22年）4月 - 志田村立志田小学校に改称
- 1950年（昭和25年）5月 - 市町合併により古川市立志田小学校に改称
- 1959年（昭和34年）4月 - 講堂を体育館に改築
- 1961年（昭和36年）4月 - 学校給食実施
- 1967年（昭和42年）7月 - プール建築
- 1995年（平成7年）3月 - 体育館及びクラブハウス落成
- 2006年（平成18年）3月 - 市町合併により大崎市立志田小学校に改称
- 2023年（令和5年）3月31日 - 古川西中学校、東大崎小学校、西古川小学校、高倉小学校と統合して、新設の義務教育学校の大崎市立古川西小中学校が開校するため、閉校。

## 通学区域
- 飯川上，飯川下，渋井，上中目[2]

## 卒業後の進路
- 大崎市立古川西中学校[2]